# Melanie Martinez
Melanie Adele Martinez (New York, 28 april 1995) is een Amerikaanse zangeres.
Martinez verwierf bekendheid in 2012 door haar optredens in het derde seizoen van de Amerikaanse editie van The Voice, waar ze overigens niet de finale wist te behalen. Ze ging eruit in de derde ronde. Ze werd in het programma gecoacht door Adam Levine, die haar later ook zou begeleiden in haar carrière, en zong onder andere covers van Britney Spears, zoals Toxic. Begin 2014 bracht zij haar debuutsingle Dollhouse uit, gevolgd door een ep onder dezelfde titel.
Op 14 augustus 2015 verscheen haar debuutalbum Cry Baby, met als leadsingle Cry Baby. Op 15 mei 2019 werd bekend dat haar tweede album K-12 heet. Dit album kwam op 6 september 2019 uit, samen met een film K-12. in 2020 kwam haar derde album (ep) uit, genaamd After School. In 2023 bracht ze haar album Portals uit.

## Carrière

### 2012: The Voice
In 2012 nam Martinez deel aan MSG Varsity Talent Show, waar ze The Beatles coverde. Later dat jaar nam ze deel aan het derde seizoen van The Voice, waar ze koos voor het team van Adam Levine. Voor haar auditie coverde ze Toxic van Britney Spears. Uiteindelijk strandde de zangeres na vier liveshows in de top 6.

### 2013-2017: Dollhouse & Cry Baby
Na haar deelname aan The Voice USA begon Melanie te werken aan nieuwe singles. Daaruit volgde haar debuutsingle Dollhouse, dat uitkwam op 9 februari 2014. Later dat jaar kwam ook een eerste ep, die dezelfde naam droeg.
In 2015 bracht ze de singles Pity Party, Soap en Sippy Cup uit, volgend op haar debuutalbum Cry Baby dat uitkwam op 14 augustus 2015. Het album haalde een top 10-notering in haar thuisland, maar stond ook enkele weken in de hitlijsten van Nederland en België. Om het album te promoten ging ze op tournee, en bracht ze een parfum uit. Martinez gaf ook twee shows in Amsterdam en eentje in Antwerpen In 2016 bracht ze een vervolg uit op het album: Cry Baby's Extra Clutter EP.

### 2018-2022: K-12 en afterschool
In de daaropvolgende maanden werkte de zangeres aan een nieuw album die een bijhorende film bevat. Het album K-12 kwam uit op 6 september 2019. De bijhorende film kwam uit in een beperkt aantal theaters, waarna de zangeres deze ook online zette voor alle fans. De zangeres promootte het album weinig, door weinig singles uit te brengen. Wel ging ze op wereldtournee door Europa en de Verenigde Staten.
In 2020 ging haar single Play Date van haar debuutalbum viraal op de app TikTok. Daarom was de zangeres van plan een thuisgemaakte videoclip uit te brengen.
In 2020 bracht ze de ep After School uit. Het staat los van Crybaby's verhaal. Het is een persoonlijker album. Haar eerste break-upsong staat erop, Notebook.

### 2023-NU: Portals
In maart 2023 bracht ze het album Portals uit. Fans kregen een gedecoreerd "ei" met daarin een snippet van een liedje op een usb stick. Iedere fan kreeg een andere snippet en een briefje waarop stond: Vertel het door! . Dit deden ze en zo wist iedereen wat er kwam. Ze postte een video op TikTok waarop het graf van haar alter ego Crybaby stond. Dit album is het laatste deel van de trilogie rond haar alter ego Crybaby.
Ze ging op wereldtournee met één concert in België, Vorst Nationaal.

## Prijzen en nominaties
| Award                                  | Jaar | Categorie               | Werk        | Resultaat   | Bron   |
| -------------------------------------- | ---- | ----------------------- | ----------- | ----------- | ------ |
| Alternative Press Music Awards         | 2017 | Most Dedicated Fanbase  | Zichzelf    | Genomineerd | [ 5 ]  |
| Billboard Music Awards                 | 2020 | Top Soundtrack          | K–12        | Genomineerd | [ 6 ]  |
| Nickelodeon Mexico Kids' Choice Awards | 2020 | Challenge of the Year   | "Play Date" | Genomineerd | [ 7 ]  |
| Breaktudo Awards (Brazilian Awards)    | 2020 | Rising Artist           | Zichzelf    | Genomineerd | [ 8 ]  |
| TikTok Awards Vietnam                  | 2020 | Best International Song | "Play Date" | Gewonnen    | [ 9 ]  |
| Dabeme Music Awards                    | 2021 | Best Artist of 2014     | Zichzelf    | Gewonnen    | [ 10 ] |
| MTV Video Music Awards                 | 2023 | Best Visual Effects     | "Void"      | Genomineerd | [ 11 ] |

## Weetjes
Martinez heeft een totaal van 57 liedjes uitgebracht. Dit is gerekend zonder haar lied Piggyback, dat verwijderd werd, en zonder haar liedjes in The Voice.
Op YouTube staan er ook veel niet-uitgebrachte songs. Deze zijn geleakt en niet uitgebracht door haarzelf. Haar niet-uitgebrachte lied I Scream ging viraal op het internetplatform TikTok. Martinez heeft meermaals laten weten dat ze liever heeft dat er niet naar niet-uitgebrachte muziek wordt geluisterd.
Ze schrijft haar liedjes uit persoonlijke ervaringen of problemen in de wereld. Hierdoor is ze heel populair onder tieners.

## Discografie

### Albums, ep's en era's
- The Voice (2012)
- Dollhouse EP (2014)
- Cry Baby (2015)
- Cry Baby's Extra Clutter EP (2016)
- K-12 (2019)
- After School EP (2020)
- Portals (2023)

### Songs

#### The Voice
- Toxic
- Too Close
- Seven Nation Army
- Lights
- Hit The Road Jack
- Bulletproof
- Cough Syrup
- Crazy
- The Show

#### Dollhouse EP
- Dollhouse
- Carousel
- Dead to me
- Bittersweet tragedy

#### Crybaby
- Crybaby
- Dollhouse
- Sippy Cup
- Carousel
- Alphabet Boy
- Soap
- Training Wheels
- Pity Party
- Tag, You're It
- Milk And Cookies
- Pacify Her
- Mrs. Potato Head
- Mad Hatter
- Play date
- Teddy bear
- Cake

#### Cry Baby's Extra Clutter EP
- Play Date (ook in de Deluxe versie van Crybaby)
- Teddy Bear (ook in de Deluxe versie van Crybaby)
- Cake (ook in de Deluxe versie van Crybaby)
- Gingerbread Man (ook een single)

#### K-12
- Wheels on the Bus
- Class Fight
- The Principal
- Show & Tell
- Nurse's Office
- Drama Club
- Strawberry Shortcake
- Lunchbox Friends
- Orange Juice
- Detention
- Teacher's Pet
- High School Sweethearts
- Recess

#### After School EP
- Notebook
- Test Me
- Brain & Heart
- Numbers
- Glued
- Field Trip
- The Bakery

#### Portals
- DEATH
- VOID
- TUNNEL VISION
- FAERIE SOIRÉE
- LIGHT SHOWER
- SPIDER WEB
- LEECHES
- BATTLE OF THE LARYNX
- THE CONTORTIONIST
- MOON CYCLE
- NYMPHOLOGY
- EVIL
- WOMB
- POWDER
- PLUTO
- MILK OF THE SIREN

#### Singles
- Copy Cat (feat. Tierra Whack)
- Fire Drill
- Gingerbread Man
- Piggyback (Alleen geplaatst op SoundCloud omdat Martinez hier geen geld aan wilde verdienen in verband met de situatie dat aanleiding bracht tot dit nummer.)

- Bibliothèque nationale de France: cb17881881f (data)
- Gemeinsame Normdatei: 1226872492
- International Standard Name Identifier: 0000 0004 5777 3725
- Library of Congress Control Number: no2015130187
- MusicBrainz: 0df563ec-1a79-486e-a46d-5b9862a40311
- Nationale Bibliotheek van Tsjechië: xx0204692
- Virtual International Authority File: 66144648384073893069
- WorldCat: E39PBJd3Tmy8hF7c6gQCBGgMyd